# ZIS-115

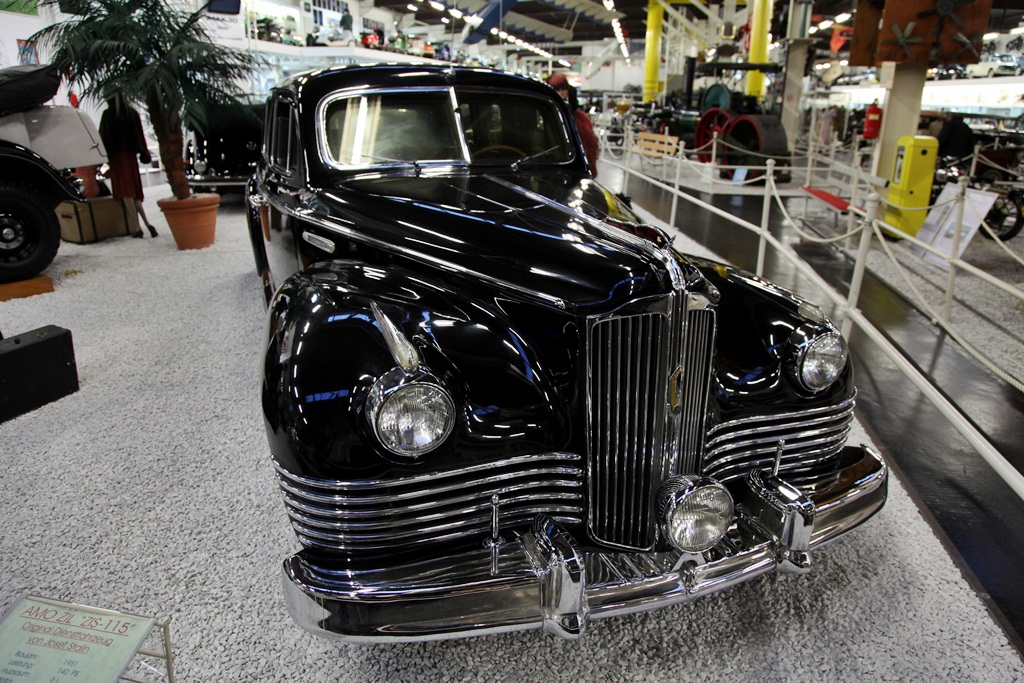
ZIS-115 de Stalin no Technikmuseum Sinsheim

O ZIS-115 é uma versão blindada de fabricação soviética da limusine ZIS-110, projetada e produzida especialmente para Josef Stalin. 32 dos carros foram fabricados entre 1948 e 1949. O design do carro fortemente blindado foi baseado no americano Packard Super Eight 1942. O carro pesava mais de 4 toneladas, as janelas de vidro com quase 8 cm de espessura (cada uma pesando mais de 200 kg) eram acionadas por um sistema hidráulico. Seu motor de oito cilindros em linha de 6,0 litros (uma versão atualizada do motor do ZIS-110) gerava 162 cavalos de potência e uma velocidade máxima de 121 km/h. Stalin, extremamente paranóico com magnicídios, sempre andava na traseira do carro, sentado entre dois guarda-costas armados. Ele nunca andou no mesmo ZIS blindado por dois dias seguidos e frequentemente mudava a rota de sua casa em Kuntsevo até o Kremlin. O uso deste veículo foi visto em outros países, já que Stalin doou um ZIS-115 ao presidente Mao Zedong devido à falta de veículos blindados chineses adequados para transportar funcionários de alto escalão. Após a morte de Stalin em 1953, as limusines blindadas ZIS continuaram a ser usadas por muitos anos por sucessivos líderes soviéticos. Hoje, vários dos carros ainda existem e são propriedade de colecionadores particulares e museus de todo o mundo. Os líderes russos tiveram alguns em sua garagem oficial até 1994. 